# Bandiera del Mozambico
La bandiera del Mozambico è stata adottata il 1º maggio del 1983.

## Composizione
È composta da tre bande orizzontali in verde, nero e giallo (partendo dall'alto) separate da due strisce bianche. Sul lato del pennone si trova un triangolo rosso, al centro del quale è presente una stella a cinque punte gialla, sulla quale sono posti un libro aperto, una zappa e un AK-47 con baionetta incrociati. È l'unica bandiera nazionale sulla quale compare un'arma moderna.

## Simbolismo
Ad ognuno dei colori presenti nella bandiera è associato un elemento di rilievo per lo stato del Mozambico:
- Verde: la ricchezza della terra
- Nero: l'Africa
- Giallo: le ricchezze del sottosuolo
- Bianco: la pace
- Rosso: lotta per l'indipendenza dal Portogallo

Anche l'emblema figurativo presente sulla sinistra è contraddistinto dal simbolismo:
- Stella gialla: la solidarietà degli abitanti e la fede nel socialismo
- Libro: l'istruzione
- Zappa: i contadini e l'agricoltura
- AK-47: la determinazione della nazione a difendere la propria libertà

## Proposta di una nuova bandiera del 2005
Nel 2005 fu indetto un concorso per scegliere un nuovo vessillo nazionale. Parteciparono in 119 e venne scelta una bandiera, anche se finora non è stata cambiata. Il RENAMO vorrebbe rimuovere dalla bandiera l'AK-47, che rappresenta la lotta per l'indipendenza, ma che non ha incontrato il favore dell'opinione pubblica.

## Bandiere storiche

Bandiera del Portogallo utilizzata nell'Africa Orientale Portoghese (1910-1975)
Bandiera proposta per l'Africa Orientale Portoghese (1967)
Bandiera del Mozambico (1974-1975)
Bandiera della Repubblica Popolare del Mozambico (1975-1983)
Bandiera della Repubblica Popolare del Mozambico (aprile-maggio 1983)

## Stendardi presidenziali storici

Stendardo presidenziale della Repubblica Popolare del Mozambico (1975-1982)
Stendardo presidenziale della Repubblica Popolare del Mozambico (1982-1990)
Stendardo presidenziale della Repubblica del Mozambico (1990-oggi)